# Preuve par intimidation
Pour les articles homonymes, voir Intimidation.
La preuve par intimidation (ou argumentum verbosum) est une expression humoristique utilisée principalement en mathématiques pour désigner une forme particulière de démonstration, par laquelle on marque l'argument principal comme évident ou trivial ; elle tente de faire peur au public en l'incitant à accepter le résultat sans preuve, en faisant appel à leur méconnaissance et incompréhension.
L'expression est souvent utilisée lorsque l'auteur est une autorité dans son domaine, présentant sa preuve à des personnes qui respectent a priori l'insistance de l'auteur sur la validité de la preuve.
Une preuve par intimidation est souvent associée à des expressions telles que :
- « Clairement… »,
- « On peut facilement montrer que… »,
- «… ne nécessite pas de démonstration ».